# The Pest That Came to Dinner
The Pest That Came to Dinner est un cartoon, réalisé par Arthur Davis et sorti en 1948, qui met en scène Porky Pig.